# 薔薇王的葬隊
《薔薇王的葬列》是日本漫畫家菅野文的日本漫畫作品。於《月刊Princess》（秋田書店）漫畫雜誌2013年11月号開始連載。以威廉·莎士比亚的歷史劇《亨利六世》及《理查三世》為原案的架空作品。單行本全17卷。
改編電視動畫將於2022年1月9日首播。

## 故事大綱
薔薇戰爭時代，被詛咒的具有兩性身體的理查德，基於扭曲的願望，成功使所屬約克家族拿下王權，後來卻親自奪取王位。

## 登場人物

### 金雀花王朝
理查（聲：齋賀光希）
約克公爵三子→英國三王子→格洛斯特公爵
因為一生下來便同時擁有雙性性徵且雙瞳異色，而被母親西西莉納維爾視為惡魔之子，不時受到被遺棄及不公正的對待。反之約克公爵卻不曾減少關愛，不只得到自祖父傳下的名字，每次被母親拋棄在森林時，被父親親自帶回，因此對父親又敬又愛，視他為神及信仰。為了讓父親成為王，而練就一身高超武藝，是三兄弟中武藝最好的一人。
因為盲目認為父親是最適合成為王的人，所以即使在父親自願放棄爭王後，仍慫恿父親出兵，但卻造成父親最後在與蘭開斯特軍隊的戰爭中落敗被俘。在父親死時，感到強烈心悸。在見到父親被高掛在約克城城牆上的頭顱後，殺進塔內，將父親的頭顱取下並親吻它，隨後趕赴戰場，在蘭開斯特軍後方造成恐慌，促成約克軍的勝利。
被偶遇的亨利視為友人，雖然口中說討厭他的名字和不喜歡他故作熟識的態度，但對他抱持著連自己也無法肯定的想法，也並不知道他其實便是亨利六世。逐漸愛上亨利。
對伊麗莎白有既視感，但想不起她是誰，對她有相當警戒心。因在撞見愛德華與伊麗莎白私通時想起差點被侵犯的回憶，失神悲號而被愛德華發現，雖然不在乎愛德華的婚事，但卻被迫為他守密。
約克公爵理查（聲：速水獎）
約克公爵→英國國王(未正式登基)
愛德華、喬治與理查的父親。與妻子西西莉納維爾不同，不把理查視為惡魔，反而相當疼愛他，並將自己由父親傳下的名字傳給他，疼愛程度之高甚至被好友內維爾開玩笑的說『與其說是愛子，不如說是愛女』。
在百年戰爭中率軍擊敗貞德而立有功績。對於亨利六世 (英格兰)決定從法國撤軍的決策感到不滿，因而直稱他為昏君，更被內維爾說動，舉兵反叛。但在亨利六世 (英格兰)以『將王位傳給你及你的子孫』為條件，和解罷兵。
在回到約克城後，受到理查慫恿而再次舉兵，雖然一度戰事危急，但最後順利擊敗蘭開斯特軍並擒得亨利，成功坐上王位。事後他說，彷彿在戰場上聽見理查的聲音，給他勇氣才能打勝仗。
但在與亨利的皇后瑪格麗特率領蘭開斯特發起的決戰時，因長子來援不及，在軍力不足的情況下被俘。雖然瑪格麗特有心羞辱而凌虐、刑求他，但一直不為所動，反而是在誤信理查已被殺死的情況下慟哭，並被瑪格麗特親自斬下首級。
愛德華四世（聲：鳥海浩輔）
約克公爵長子→英國王太子→英國國王爱德华四世 (英格兰)
理查‧金雀花的長子，長相與父親相似，有著軍事才能，很早便為父親執掌軍隊，但是好色的名號更是被眾人所熟知。
約克公爵死後，與內維爾一同擊敗蘭開斯特軍，使其敗逃到蘇格蘭，而正式取得英國王位。
原本視內維爾為心腹，但因與伊丽莎白私下結婚，而與一心要為他娶回法國公主、鞏固王權的內維爾發生衝突而形同陌路。
喬治（聲：內匠靖明）
約克公爵次子→英國二王子→克雷倫斯公爵及王位繼承人
理查‧金雀花的次子，資質與長相都很平庸，只在意美食美酒。在與蘭開斯特開戰的期間，一直留在約克城裡負責守護家人。對內維爾的女兒伊莎贝尔·内维尔一見鍾情，並一直保持聯絡。
對於愛德華與伊麗莎白私下結婚一事只有理查事先知情感到介意，自嘲被排擠在外。因而被母親趁虛而入，以理查身體的事情挑撥他，使之產生動搖。
西西莉·納維爾（聲：久川綾）
約克公爵夫人→英國王后→英國王太后
約克公爵之妻及其三個孩子的親生母親，但對於生產時胎位不順及天生異常的理查極為排斥，視其為惡魔之子，並在其年幼時，多次把他拋棄到森林裡。
看到理查對約克公爵慫恿的那一瞬間，認為理查有惡魔的氣質。之後理查一度戰敗時，更將理查稱為災星。約克公爵勝利並要與蘭開斯特軍決戰前，以保護兒子的母親之名，阻止理查向約克公爵提出上陣的請求，使理查打消帶理查上陣的念頭，但理查出征後，便將理查丟入倫敦塔軟禁。
將愛德華與伊麗莎白私下結婚視為理查的傑作，並以理查身體的事情挑撥次子喬治。
伊麗莎白·伍德維爾（聲：伊藤靜）
鄉下貴族之妻→英國王后
自稱丈夫是蘭開斯特派的貴族，因蘭開斯特戰敗，而被沒收封地，因此她闖入宴會，是想要討回領地，隨後與愛德華相識相愛，並在鄉下私下結婚。
真實身份是當時在倫敦城裡，在盤查理查時反被刺殺並奪走鎧甲的蘭開斯特軍騎士之妻，為了向約克復仇而接近愛德華，意圖奪取王后之位以掌控約克。雖然成功取得王后之位，但在隨之而生的紛爭中，不經意露出的一抹微笑被理查看見。
威廉·蓋比（聲：日野聰）
理查的隨從，就算之後不再是他的隨從，仍對他忠心不二。也是知道理查的秘密的人之一。
喜歡著理查，卻知曉無法傳達心意而默默地陪伴在他身旁。

### 蘭開斯特
亨利（聲：綠川光）
英國國王
生性溫柔的他因為母親的出軌和年少即位而被玩弄的過往，變得相當神經質，有時像出家的教士，有時像天真的稚子。雖然在外的名聲不是很高，但總體來說並非惡人。
對於戰爭和政事都相當排斥，寧願抱著頭發抖和躲進倫敦塔，也不願帶兵作戰。在與約克軍大戰時失去意識，花了數年才清醒，卻對於蘭開斯特敗逃蘇格蘭一事不在意，甚至對於失去王位和聽聞新王的政績優秀而感到高興。
對於偶遇的理查自稱是牧羊人，並擅自將他稱為摯友，只有在面對理查時，有著少見的開朗，但因為理查之死，同時成為理查唯一願意主動接觸的人和痛恨的人。
瑪格麗特（聲：大原沙耶香）
英國王后
個性果斷幹練，作風殘酷，被底下部屬們認為，她才是真正的蘭開斯特軍統帥。
痛恨約克公爵，不滿丈夫將王位許諾給約克公爵，因而設計奪取約克權力。更在俘虜約克公爵後，以草做的王冠嘲諷他；之後將其凌虐致死。
在與約克軍做決戰前，因自家軍隊後方的騷動而前去查看，卻看到失控而殘殺蘭開斯特軍的理查，並在說出惡魔兩字後昏厥。
其實並不愛亨利，有著一個已故的情人名為保羅。
王太子愛德華（聲：天崎滉平）
英國王太子
個性與長相都與母親瑪格麗特神似，但對於疑似不是親生父親的亨利沒什麼感覺，直到亨利在他面前許諾傳位給理查 時，才有亨利是他的父親的感覺，並對亨利抱持憎恨。
原本只是因為部下的聽聞，而對理查抱持好奇心，但在誤會和騷動中直接認定他是女人，因而愛上理查。雖然每次碰到理查都會受到傷害，並且因為先前的行為被理查憎惡，但仍想娶他為妻，甚至會對此激起鬥志。
受到母親命令，為帶回擅自離開的亨利而私下回到英格蘭，但因為誤會亨利與理查的關係，而對亨利心生殺意。

### 沃里克
內維爾（聲：三上哲）
約克公爵的表親兼好友，安妮·內維爾與伊莎贝尔·内维尔的父親。
慫恿不滿亨利的約克公爵舉兵，並成為他堅定的盟友，更因成功將約克公爵之子愛德華拱上王位而被稱為『造王者』。
對於私下與伊麗莎白結婚而否決掉與法國公主聯姻的愛德華不滿，與他形同陌路，更受到法國國王的挑撥，被理查認為有叛離的傾向。
安妮·內維爾（聲：鈴代紗弓）
沃里克的女兒，對理查念念不忘，但因直指理查身上有違合感，而使想逃避的理查德拂袖而去，她也誤以為被他討厭了。(故事中被描寫為長女，實為幼女生於1456年)
伊莎贝尔·内维尔（聲：真野步）
沃里克的女兒，與喬治自從第一次見面便一直聯絡，並被喬治稱為聖女。
對於愛德華的婚事感到好奇，認為若是愛德華還沒結婚生子便死亡的話，王位會穩落在被定為繼承人的喬治身上。(故事中被描寫為幼女，實為長女生於1451年)

### 其他
貞德（聲：悠木碧）
百年戰爭中法國一方的將領，被英國以『假扮男性』之名說是魔女，戰敗後被殺。
突然出現在剛將小野豬撿回的幼年理查身邊，自稱是理查的前世，不時對理查灌輸負面思想。
亨利·斯塔福德（聲：杉山里穗、杉田智和（10年後））
白金漢公爵。在愛德華的安排下與鄉下的貴族結婚。認為按照血統自己也有當上王的資格。覺得理查長得像女人，但能夠成為王。
認為愛德華拒絕與法國公主聯姻是一件蠢事，並且堅信之後法國會開戰。
有意願成為理查的『造王者』，替他開闢一條通往王座的道路。

## 出版書籍
| 冊數 | 秋田書店       | 秋田書店                                                | 東立出版社    | 東立出版社             |
| 冊數 | 發售日期       | ISBN                                                    | 發售日期      | ISBN                   |
| ---- | -------------- | ------------------------------------------------------- | ------------- | ---------------------- |
| 1    | 2014年3月14日  | ISBN 978-4-253-27181-3                                  | 2014年7月14日 | ISBN 978-986-365-003-4 |
| 2    | 2014年9月18日  | ISBN 978-4-253-27182-0                                  | 2015年9月4日  | ISBN 978-986-365-004-1 |
| 3    | 2015年1月16日  | ISBN 978-4-253-27183-7                                  | 2015年11月3日 | ISBN 978-986-382-894-5 |
| 4    | 2015年7月16日  | ISBN 978-4-253-27184-4                                  | 2016年5月12日 | ISBN 978-986-462-240-5 |
| 5    | 2015年12月16日 | ISBN 978-4-253-27185-1                                  | 2019年5月10日 | ISBN 978-986-462-809-4 |
| 6    | 2016年6月16日  | ISBN 978-4-253-27186-8                                  | 2019年6月25日 | ISBN 978-986-470-554-2 |
| 7    | 2017年1月16日  | ISBN 978-4-253-27187-5 ISBN 978-4-253-18192-1（限定版） | 2020年5月14日 | ISBN 978-986-482-858-6 |
| 8    | 2017年7月14日  | ISBN 978-4-253-27188-2                                  | 2022年9月15日 | ISBN 978-986-486-831-5 |
| 9    | 2018年1月16日  | ISBN 978-4-253-27189-9                                  | 2023年9月18日 | ISBN 978-957-26-0696-4 |
| 10   | 2018年7月13日  | ISBN 978-4-253-27190-5                                  |               |                        |
| 11   | 2019年2月15日  | ISBN 978-4-253-27336-7                                  |               |                        |
| 12   | 2019年8月19日  | ISBN 978-4-253-27337-4                                  |               |                        |
| 13   | 2020年2月14日  | ISBN 978-4-253-27338-1                                  |               |                        |
| 14   | 2020年9月16日  | ISBN 978-4-253-27339-8                                  |               |                        |
| 15   | 2021年3月16日  | ISBN 978-4-253-27340-4                                  |               |                        |
| 16   | 2021年12月16日 | ISBN 978-4-253-27341-1                                  |               |                        |
| 17   | 2022年6月16日  | ISBN 978-4-253-27342-8                                  |               |                        |

插畫集
《「薔薇王的葬列」插畫集 荊棘之棺》（「薔薇王の葬列」イラスト集 荊棘の棺）
- 2018年6月15日發售[3]、ISBN 978-4-253-10137-0

## 電視動畫

### 製作人員
- 原作：菅野文
- 監督：鈴木健太郎
- 系列構成、腳本：內田裕基
- 角色設計：橋詰力
- 音響監督：岩浪美和
- 音樂：大谷幸
- 音樂製作：Lantis
- 動畫制作：J.C.STAFF

### 主題曲
上半部片頭曲

作詞：宝野亚莉华，作曲：酒井拓也，編曲：河合泰志，主唱：古川慎
下半部片頭曲

作詞：幾谷佳江，作曲、編曲：河合泰志，主唱：古川慎
上半部片尾曲

作詞、作曲：ZAQ，編曲：石川智久，主唱：ZAQ
下半部片尾曲

作詞、作曲、編曲：白戶佑輔，主唱：Nowlu

## 外部連結
- 薔薇王的葬列 （页面存档备份，存于） - 秋田書店
- 薔薇王的葬隊的X（前Twitter）
- 電視動畫官方網站 （页面存档备份，存于）
- 電視動畫《薔薇王的葬列》官方的X（前Twitter）